# 핸디캡 경주

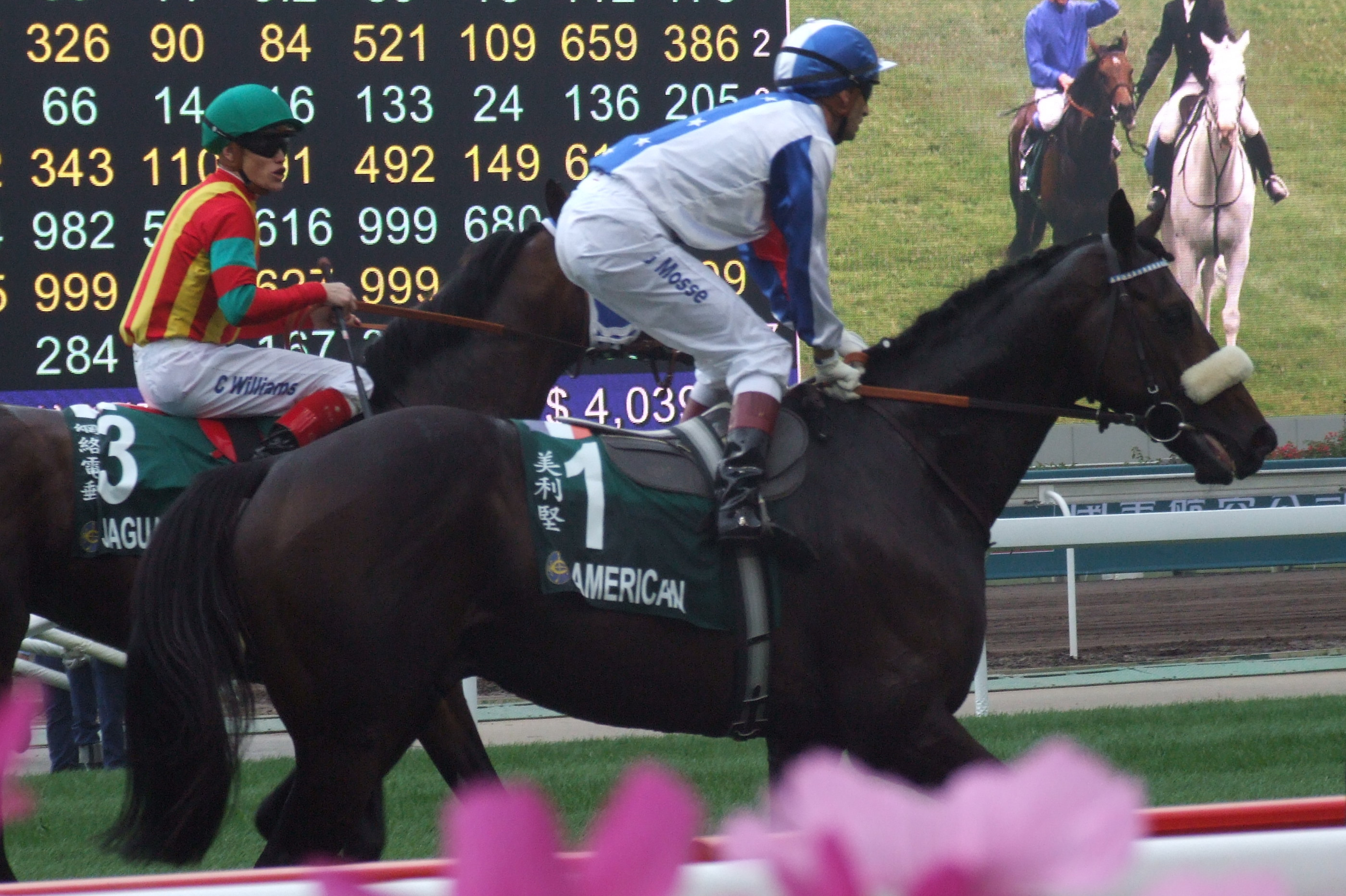

핸디캡 경주(- 競走, 영어: handicap race)는 핸디캡퍼가 마필의 능력에 따라 부담중량을 증가시키거나 감소시키는 것으로 경주조건, 등록마의 과거 전적, 부담능력, 최근 컨디션, 등록마간 능력차, 마체 상태, 조교 상태 등을 종합적으로 고려하여 핸디캡을 부여한다.
강한 말에게는 부담중량을 무겁게 하고 약한 말에게는 부담중량을 가볍게 하여 출전하는 말 모두에게 ‘동등한 우승 기회’를 부여하는 핸디캡경주는 우승열패에 반하는 경주라고 할 수 있다. 그런데도 최초 핸디캡경주를 시행한 이후 약 150년이 지난 현재까지도 핸디캡경주의 중요성이 계속 강조되는 이유는 경주의 박진감을 높이기 위함이다.
거의 모든 나라가 한정된 마필 자원으로 많은 경주를 반복 시행하기 때문에 상위등급일수록 마필 간에 능력 차이가 심하여 경주 박진감이 저하될 수밖에 없는 현실이므로 마필간의 능력 차이를 최소화해 박진감과 흥미를 제고하기 위해 각국은 저마다의 실정에 맞는 경주계획을 수립하고, 이에 따른 핸디캡경주를 시행하고 있다. 현재 영국은 50% 이상을, 오스트레일리아는 95% 이상을, 홍콩·말레이시아·싱가포르·마카오는 98% 이상을 핸디캡경주로 하고 있으며, 한국은 15∼16%를 핸디캡경주로 치르고 있다.

## 적용범위
적용경주는 국산마 경주(1~3군) 및 혼합경주(1~3군)이며, 핸디캡경주의 최고·최저 부담중량은 50㎏(최저)~제한없음(최고)이다.

## 같이 보기
- 스포츠 베팅